# سوزان میتزی
سوزان میتزی (انگلیسی: Suzanne Mizzi؛ زاده ۱ دسامبر ۱۹۶۷ درگذشته ۲۲ مهٔ ۲۰۱۱) خواننده پاپ، مانکن و طراح اهل بریتانیا بوده است.

## شرح
میتزی در جزیره مدیترانه مالت متولد شد و در لندن بزرگ شده .
پس از خروج از مدرسه در سن15 سالگی، میتزی یک فروشگاه لباس در بثنل گرین، لندن،باز کرد.